# Cho tôi tình yêu
Cho tôi tình yêu (tiếng Thụy Điển: Fucking Åmål, tên tiếng Anh: Show Me Love) là bộ phim truyền hình của điện ảnh Thụy Điển, do Lukas Moodysson đạo diễn, và có sự tham gia của các ngôi sao nữ Rebecka Liljeberg và Alexandra Dahlström. Phim công chiếu năm 1998, lần đầu tại Liên hoan phim Cannes. Phim giành 4 giải Guldbagge Awards là giải chính thức của điện ảnh Thụy Điển, giải Teddy tại Liên hoan phim Berlin năm 1999, ngoài ra nó còn giành giải tại Liên hoan phim quốc tế Rotterdam, giải Bodil, giải thưởng của Viện phim Anh, giải của Na Uy, giải tại Liên hoan phim quốc tế Karlovy Vary,...Bộ phim là một trong top ten của danh sách 50 bộ phim bạn sẽ thấy ở tuổi 14 của BFI (BFI list of the 50 films you should see by the age of 14). Nó cũng là bộ phim Thụy Điển ăn khách nhất tại quốc gia này trong hai năm 1998- 1999.
Bộ phim nói về tình yêu đồng tính của giới trẻ tuổi vị thành niên, và được xem là một phim hay về tuổi teen. Tại Thụy Điển, năm 2005 xem phim là một trong những phim tuổi teen nhiều người xem nhất mọi thời đại. Với nhiều người Thụy Điển bây giờ, xem nó là bộ phim tốt nhất nền điện ảnh nước này.